# Sully-la-Chapelle
Sully-la-Chapelle è un comune francese di 418 abitanti situato nel dipartimento del Loiret nella regione del Centro-Valle della Loira.

## Società

### Evoluzione demografica
Abitanti censiti